# Szimon Abu Chacira
Szimon Abu Chacira, Shimon Abuhatzira (hebr. שמעון אבו חצירא; ur. 10 października 1986 w Netanji) – izraelski piłkarz, grający na pozycji napastnika.

## Kariera klubowa
Abu Chacira profesjonalną karierę rozpoczął w Hapoel Petach Tikwa. Latem 2009 roku wyjechał do Grecji, został zawodnikiem klubu AE Larisa, półtora roku później, pół roku przed wypełnieniem umowy z greckim zespołem, wrócił do Izraela i został zawodnikiem Hapoel Ironi Kirjat Szemona. Przed rozpoczęciem sezonu 2013/14 przeniósł się do Maccabi Hajfa, z którym podpisał czteroletni kontrakt. W 2016 został zawodnikiem klubu Beitar Jerozolima.

## Kariera reprezentacyjna
W reprezentacji Izraela zadebiutował 16 października 2012 roku w meczu eliminacji mistrzostw świata przeciwko Luksemburgowi. Na boisku pojawił się w 81 minucie.
| Mecze i gole w reprezentacji | Mecze i gole w reprezentacji | Mecze i gole w reprezentacji | Mecze i gole w reprezentacji | Mecze i gole w reprezentacji | Mecze i gole w reprezentacji | Mecze i gole w reprezentacji |
| #                            | Data                         | Stadion                      | Rywal                        | Wynik                        | Gol                          | Rozgrywki                    |
| 2012                         | 2012                         | 2012                         | 2012                         | 2012                         | 2012                         | 2012                         |
| ---------------------------- | ---------------------------- | ---------------------------- | ---------------------------- | ---------------------------- | ---------------------------- | ---------------------------- |
| 1.                           | 16.10.2012                   | Ramat Gan, Izrael            | Luksemburg                   | 3:0                          | 0                            | El. MŚ 2014                  |
| 2.                           | 14.11.2012                   | Jerozolima, Izrael           | Białoruś                     | 1:2                          | 0                            | towarzyski                   |
| 2013                         |                              |                              |                              |                              |                              |                              |
| 3.                           | 02.06.2013                   | Nowy Jork, USA               | Honduras                     | 2:0                          | 1                            | towarzyski                   |